# برايان هوارد
برايان هوارد (بالإنجليزية: Brian Howard)‏ (و. 1967 – م) هو لاعب كرة السلة، من الولايات المتحدة الأمريكية، ولد في وينستون-سالم، كارولاينا الشمالية.

## التعليم
تعلم في جامعة ولاية كارولاينا الشمالية.

## روابط خارجية
- برايان هوارد على موقع إن بي أي (الإنجليزية)
- برايان هوارد على موقع سبورتس رفرنس (الإنجليزية)
- برايان هوارد على موقع الدوري الإسباني لكرة السلة (الإسبانية)
- برايان هوارد على موقع كرة السلة الأوروبية.كوم (الإنجليزية)
- برايان هوارد على موقع كلية كرة السلة في سبورتس رفرنس.كوم (الإنجليزية)
- برايان هوارد على موقع ريلجم (الإنجليزية)
- برايان هوارد على موقع بروبوليرز (الإنجليزية)
- برايان هوارد على موقع سبورتس رفرنس (الإنجليزية)